# Георг II (герцог Саксен-Мейнингена)
Георг II (нем. Georg II von Sachsen-Meiningen; 2 апреля 1826, Мейнинген — 25 июня 1914, Бад-Вильдунген) — предпоследний герцог Саксен-Мейнингенский (1866—1914), генерал пехоты прусской армии. Прославился как меценат театрального искусства, из-за чего прозван «театральным герцогом» (Theaterherzog).

## Биография
Представитель эрнестинской линии Веттинов, Георг был единственным сыном герцога Бернгарда II и Марии Фридерики Гессен-Кассельской. Вскоре после рождения, 12 ноября 1826 года, получил титул герцога Саксен-Гильдбурггаузенского. Окончил Боннский университет.
20 сентября 1866 года его отец вынужден был отречься от престола в пользу сына после поражения герцогства в австро-прусской войне. В отличие от отца Георг во время войны оставался предан Пруссии и был произведён в звание генерал-лейтенанта прусской армии.
Во время Франко-прусской войны 1870—1871 годов герцог командовал двумя дивизиями мейнингенских солдат в составе германской армии. Он принял участие в большинстве сражений войны и вошёл в Париж вместе с Вильгельмом I, с которым состоял в дружеских отношениях.
После Франко-прусской войны Георг серьёзно увлёкся театром. Его придворный театр имел широкую известность в Европе и оказал влияние на театральное искусство. Сам герцог, имея обширные знания по истории искусства, лично занимался режиссурой и постановкой исторически точных сцен, а также созданием костюмов и декораций. Вместе с театром он гастролировал по всей Европе.
Также увлекался ботаникой и создал ботанический сад при своей вилле («Карлотта») на берегу озера Комо.

## Семья
Георг впервые женился 18 мая 1850 года в Шарлоттенбурге на принцессе Шарлотте Фредерике Прусской, старшей дочери принца Фридриха Генриха Альбрехта. В этом браке родилось четверо детей:
- Бернгард III (1 апреля 1851 — 16 января 1928), герцог Саксен-Мейнингена, наследовал отцу
- Георг Альбрехт (12 апреля 1852 — 27 января 1855)
- Мария Елизавета (23 сентября 1853 — 22 февраля 1923)
- сын (29 марта 1855 — 30 марта 1855)

Шарлотта умерла при рождении четвёртого ребёнка. 23 октября 1858 года Георг женился во второй раз, его избранницей стала Феодора, дочь Эрнста I, князя Гогенлоэ-Лангенбурга. В этом браке родилось трое детей:
- Эрнст Бернгард Виктор Георг (27 сентября 1859 — 29 декабря 1941)
- Фридрих Иоганн Бернгард Герман Генрих Мориц (12 октября 1861 — 23 августа 1914)
- Виктор (14 мая 1865 — 17 мая 1865)

В январе 1872 года Феодора заболела скарлатиной и умерла через месяц. 18 марта 1873 года Георг женился в третий раз, на бывшей актрисе Эллен Франц. Этот морганатический брак весьма разгневал кайзера Вильгельма I, хотя германская общественность поддержала герцога.